# 鈴木敬喜
鈴木 敬喜（すずき ひろゆき、1995年5月16日 - ）は、日本のプロレスラー。新潟県五泉市出身。

## 経歴
2018年、新潟プロレスに入門。
2019年6月23日、豊照体育館大会にてデビュー。

## 得意技
INEKARI
ラリアット
ジャーマン・スープレックス

## タイトル歴
新潟プロレス
- 新潟ヘビー級王座（初代,第3代）
- 若獅子菊水杯王座（第2代）